# ISO 3166-2:SO
ISO 3166-2:SO es la entrada para Somalia en la ISO 3166-2, parte de los códigos de normalización ISO 3166 publicados por la Organización Internacional de Normalización (ISO), que define los códigos para los nombres de las principales subdivisiones (p.ej., provincias o estados) de todos los países codificados en ISO 3166-1.
En la actualidad, para Somalia, los códigos ISO 3166-2 se definen para 18 regiones.
Cada código consta de dos partes, separadas por un guion. La primera parte es SO, el código ISO 3166-1 alfa-2 para Somalia. La segunda parte tiene dos letras.
Las regiones autónomas de Somalilandia y Puntlandia (de las cuales la primera reclama la independencia pero no está reconocida por nación alguna) cada una de ellas abarcan varias regiones y carecen de códigos separados.

## Códigos actuales
Los nombres de las subdivisiones se ordenan según el estándar ISO 3166-2 publicado por la Agencia de Mantenimiento ISO 3166 (ISO 3166/MA).
Pulsa sobre el botón en la cabecera para ordenar cada columna.
| Código | Nombre de la subdivisión (so) |
| ------ | ----------------------------- |
| SO-AW  | Awdal                         |
| SO-BK  | Bakool                        |
| SO-BN  | Banaadir                      |
| SO-BR  | Bari                          |
| SO-BY  | Bay                           |
| SO-GA  | Galguduud                     |
| SO-GE  | Gedo                          |
| SO-HI  | Hiiraan                       |
| SO-JD  | Jubbada Dhexe                 |
| SO-JH  | Jubbada Hoose                 |
| SO-MU  | Mudug                         |
| SO-NU  | Nugaal                        |
| SO-SA  | Sanaag                        |
| SO-SD  | Shabeellaha Dhexe             |
| SO-SH  | Shabeellaha Hoose             |
| SO-SO  | Sool                          |
| SO-TO  | Togdheer                      |
| SO-WO  | Woqooyi Galbeed               |